# Starlift
Starlift é um filme musical estadunidense de 1951, dirigido por Roy Del Ruth e escrito por Karl Lamb e John D. Klorer. O filme é estrelado por Janice Rule, Dick Wesson, Ron Hagerthy e Ruth Roman.
Starlift apresenta muitas das principais estrelas do estúdio, incluindo Doris Day, Gordon MacRae, James Cagney, Gene Nelson, Jane Wyman, Randolph Scott, Virginia Mayo e Phil Harris em participações especiais.

## Elenco
- Ron Hagerthy como Rick Williams
- Dick Wesson como Mike Nolan
- Janice Rule como Nell Wayne
- Hayden Rorke como Chaplain
- Ruth Roman como ela mesma
- Doris Day como ela mesma
- Gordon MacRae como  ele mesmo
- Ron Hagerthy como Cpl. Rick Williams
- Richard Webb como Col. Callan
- Howard St. John como Steve Rogers